# Telce
Telce je vesnice, část městyse Peruc v okrese Louny. Nachází se asi 4 km na jih od Peruce. Prochází tudy železniční trať Kralupy nad Vltavou – Louny a silnice II/237. V roce 2009 zde bylo evidováno 219 adres. V roce 2011 zde trvale žilo 334 obyvatel.
Telce je také název katastrálního území o rozloze 8,43 km2.

## Historie
První písemná zmínka o obci pochází z roku 1207.

## Obyvatelstvo
|                                                        | 1869 | 1880 | 1890 | 1900 | 1910 | 1921 | 1930 | 1950 | 1961 | 1970 | 1980 | 1991 | 2001 | 2011 |
| ------------------------------------------------------ | ---- | ---- | ---- | ---- | ---- | ---- | ---- | ---- | ---- | ---- | ---- | ---- | ---- | ---- |
| Obyvatelé                                              | 733  | 782  | 863  | 923  | 937  | 926  | 922  | 662  | 640  | 563  | 451  | 287  | 294  | 334  |
| Domy                                                   | 117  | 132  | 153  | 159  | 166  | 183  | 225  | 221  | 208  | 193  | 169  | 202  | 203  | 208  |
| Počet domů z roku 1961 zahrnuje také domy části Skály. |      |      |      |      |      |      |      |      |      |      |      |      |      |      |

## Pamětihodnosti
- Kostel svatého Mikuláše[7]

## Galerie

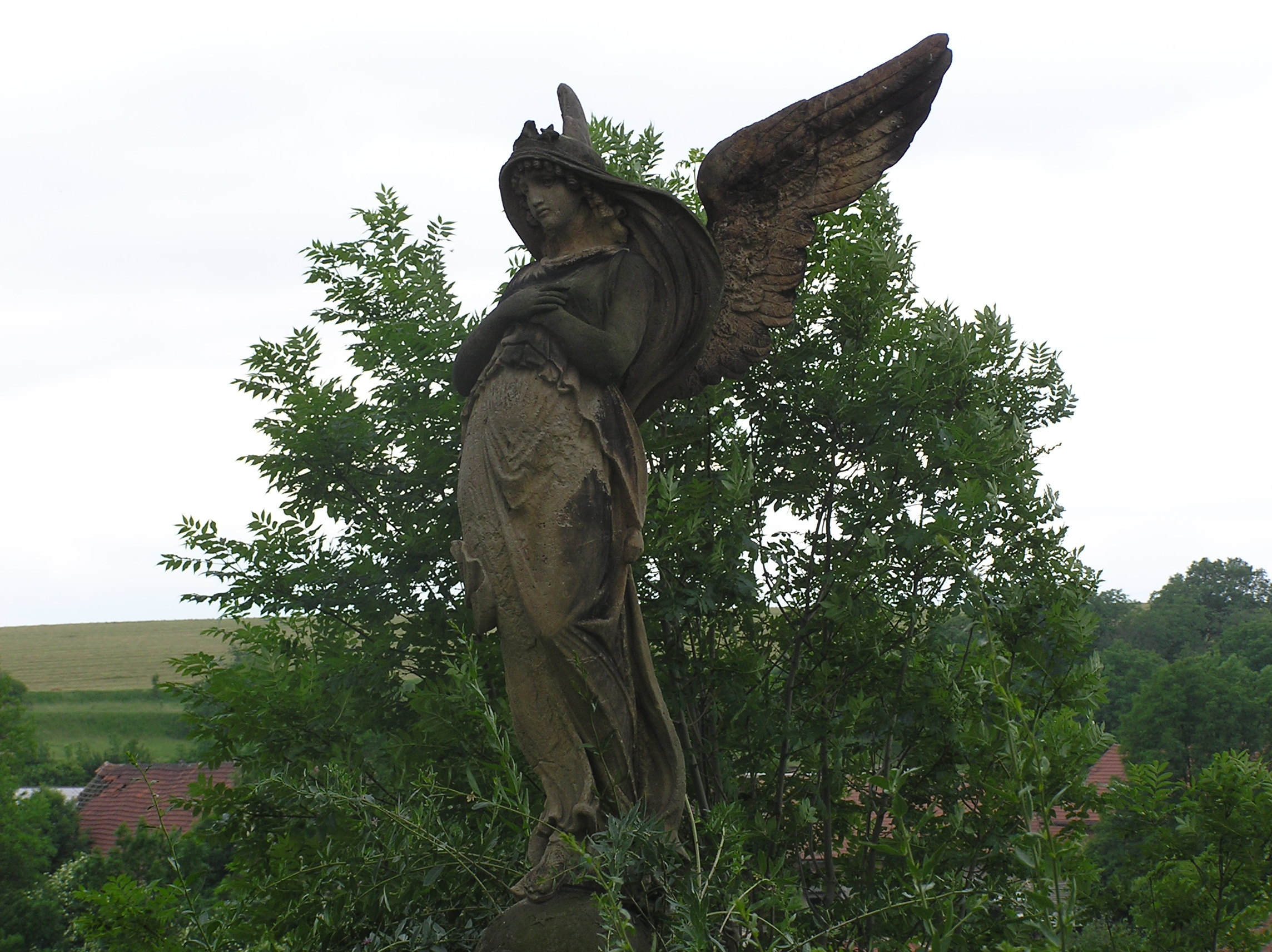
Plastika anděla na hřbitově
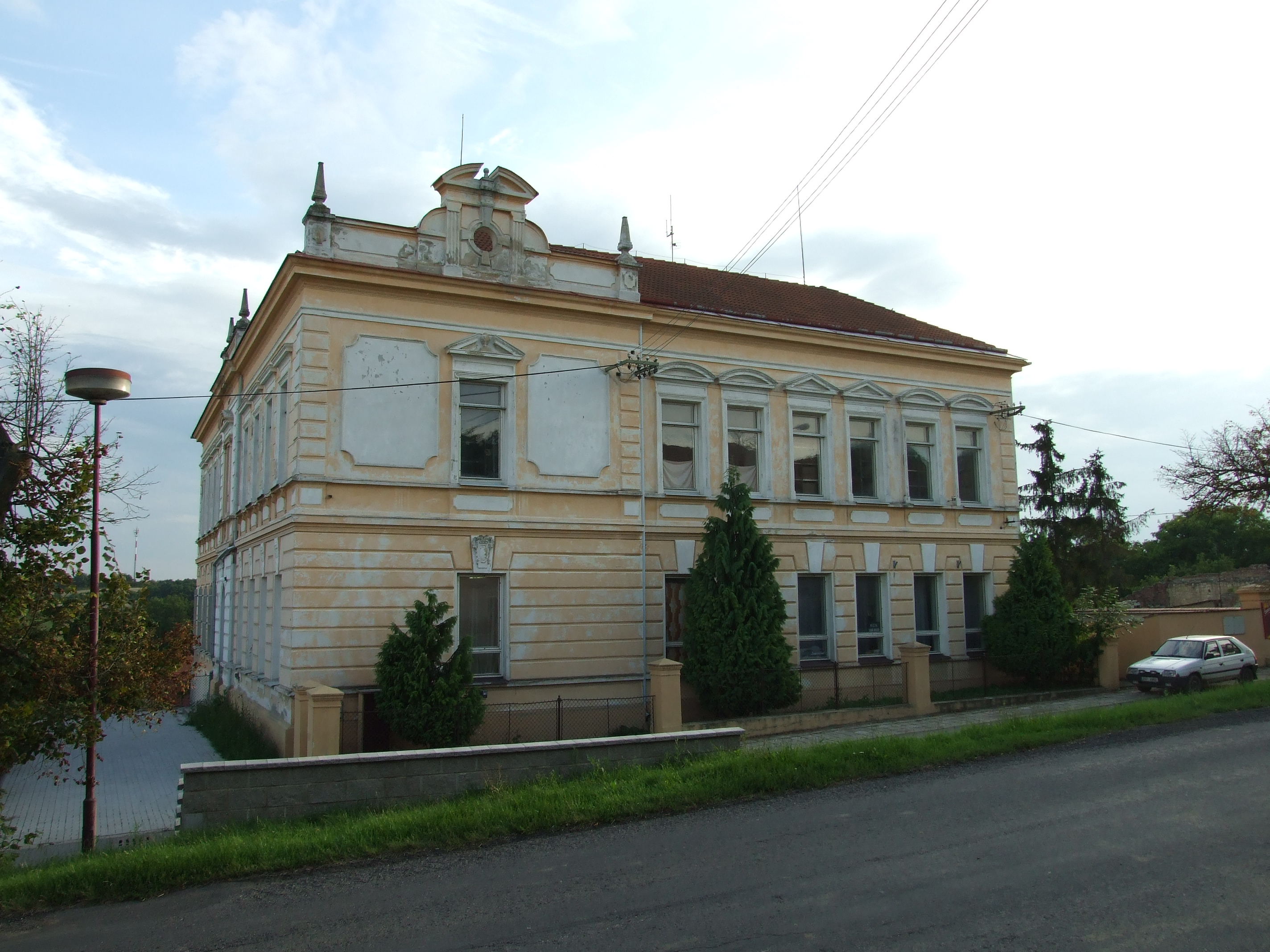
Knihovna, bývalá škola
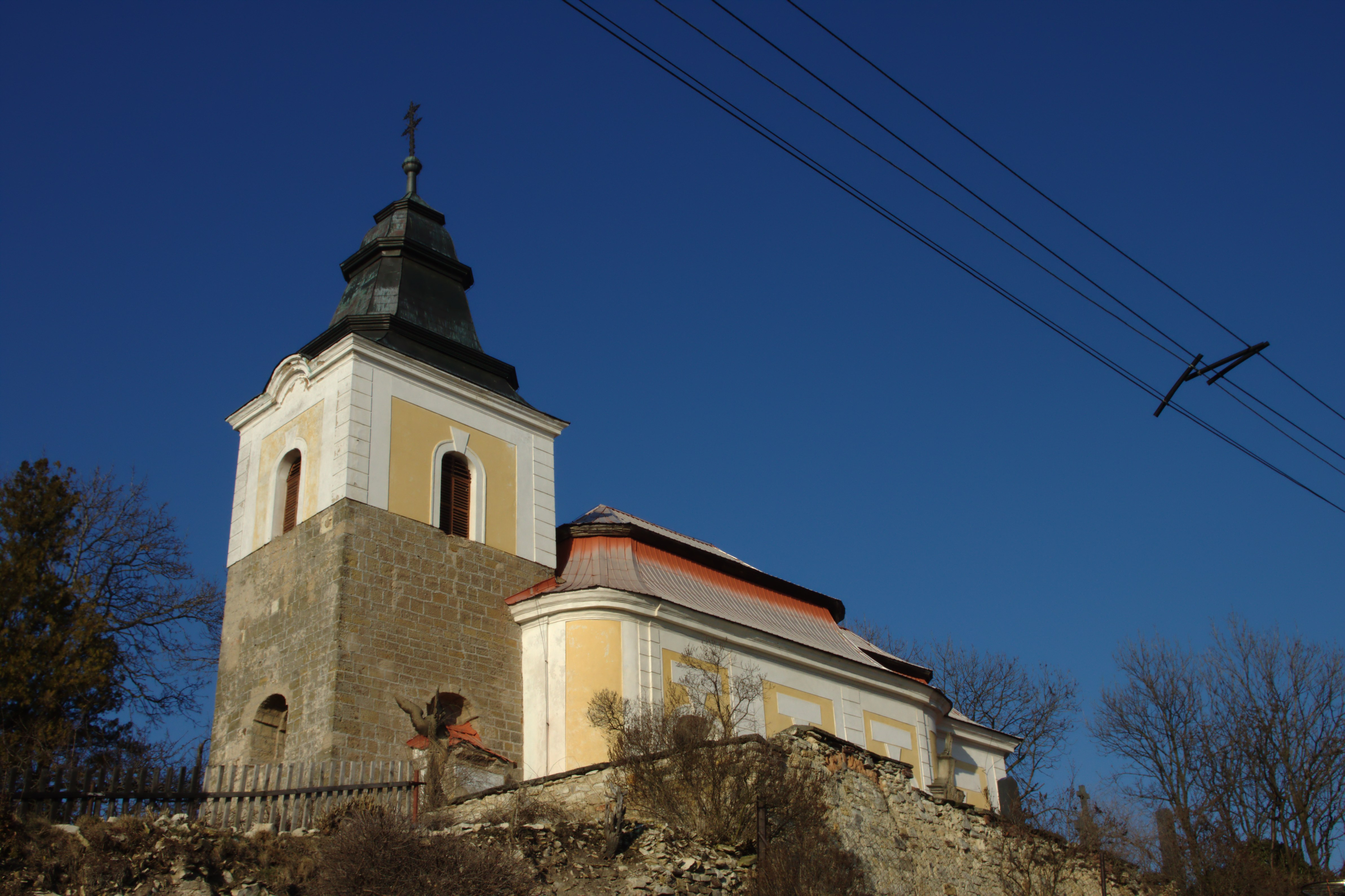
Kostel svatého Mikuláše
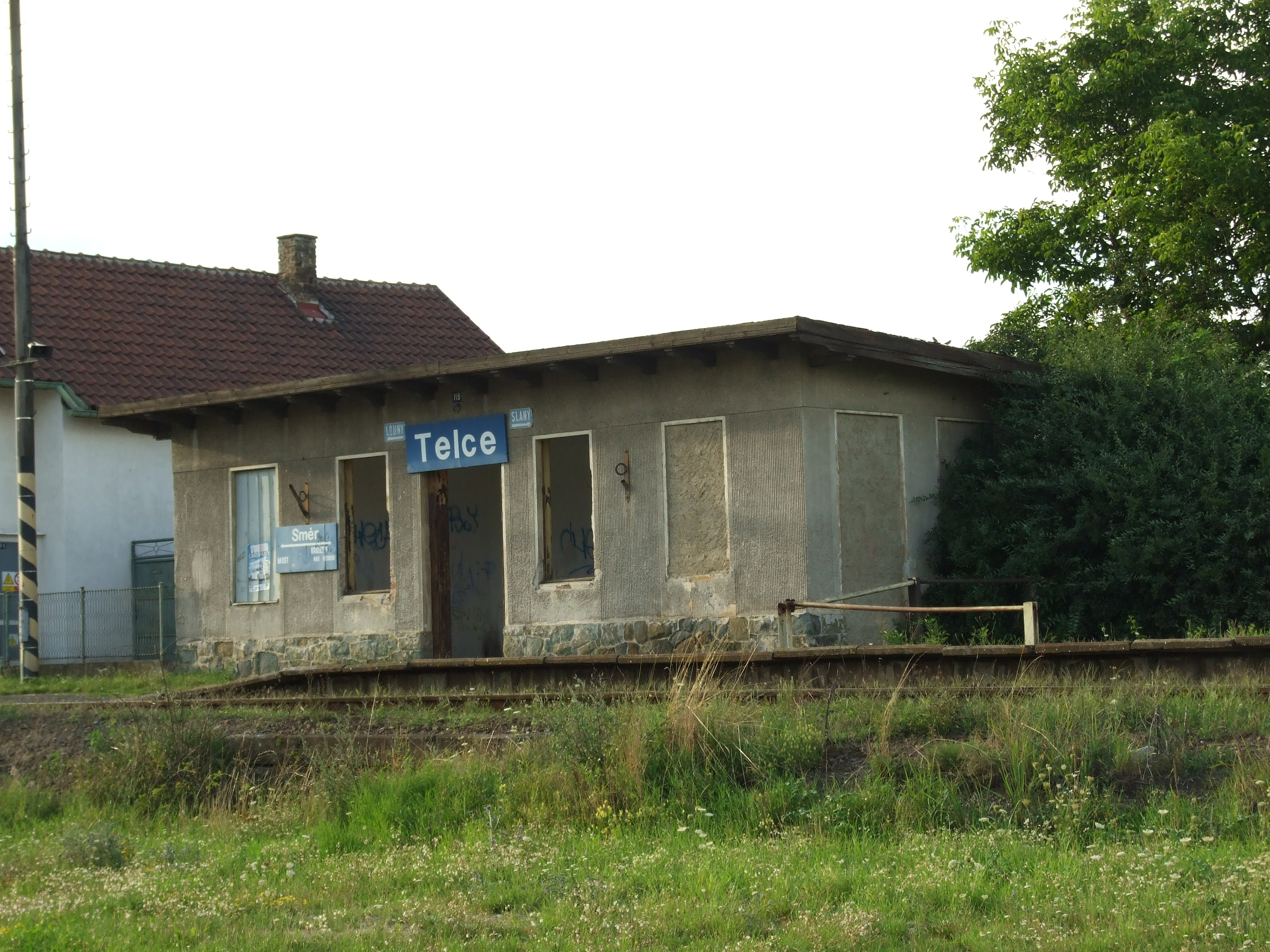
Železniční zastávka